# Funiculaire du mont Sarakura
Le funiculaire du mont Sarakura (皿倉山ケーブルカー, Sarakurayama Kēburukā) est un funiculaire situé sur les pentes du mont Sarakura à Kitakyūshū, dans la préfecture de Fukuoka au Japon. Il est exploité par la compagnie Sarakura Tozan Railway Co., Ltd., propriété de la municipalité de Kitakyūshū.

## Description

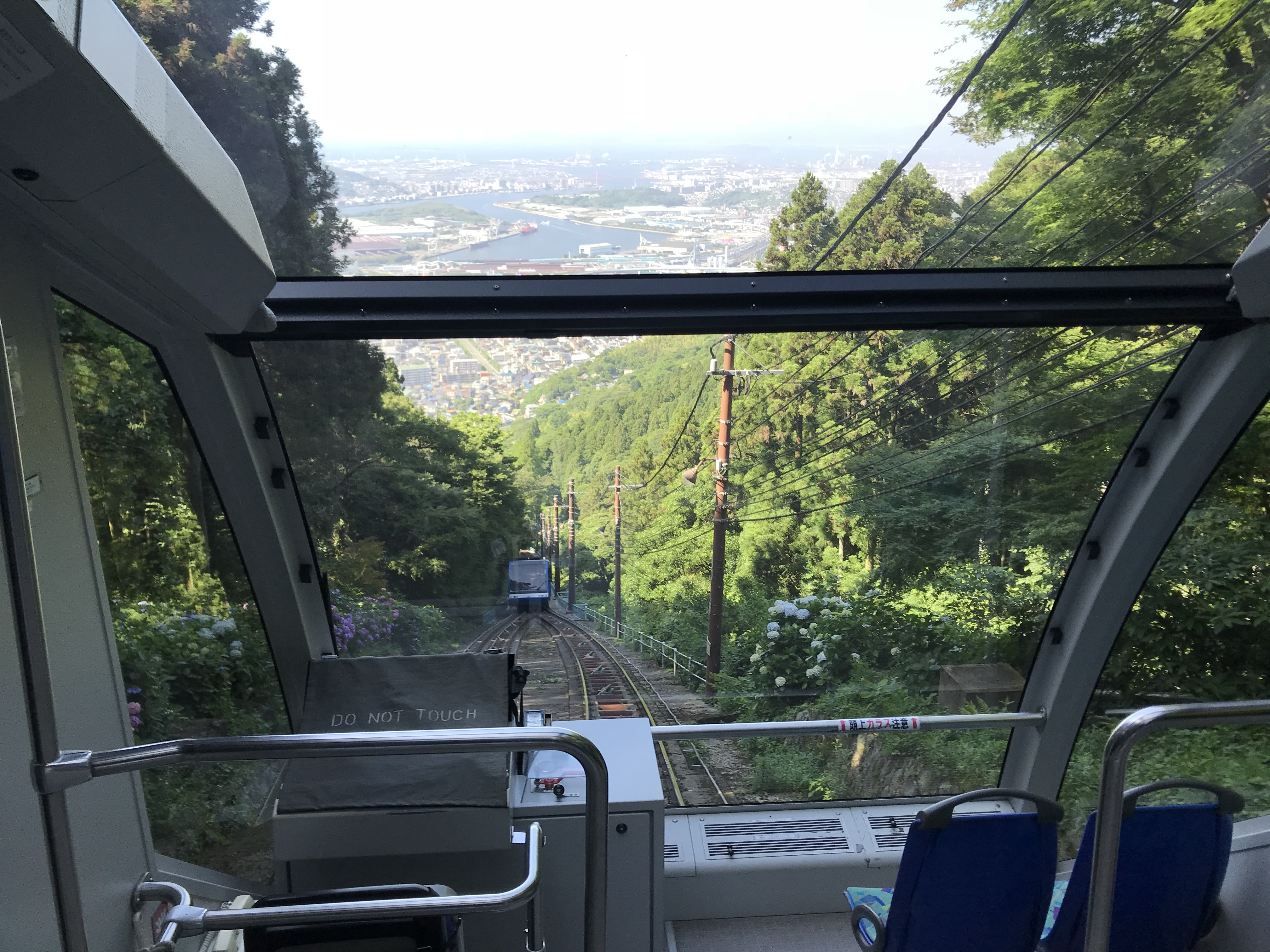
Vue depuis l'un des vehicules.

Le funiculaire se compose d'une voie unique avec évitement central.

## Histoire
Le funiculaire ouvre en 1957. Jusqu'en 2015, il portait le nom de funiculaire Hobashira (帆柱ケーブル, Hobashira Kēburu).

## Caractéristiques

### Ligne
- Longueur : 1,1 km
- Dénivelé : 440 m
- Pente : 52,8 %
- Écartement rails : 1 067 mm
- Nombre de gares : 2

### Liste des gares
| Gare    | Nom japonais | Distance (km) | Correspondances           | Localisation |
| ------- | ------------ | ------------- | ------------------------- | ------------ |
| Sanroku | 山麓         | 0             |                           | Kitakyūshū   |
| Sanjō   | 山上         | 1,1           | Monorail du mont Sarakura | Kitakyūshū   |